# سيرجيو دياز (مغني)
سيرجيو دياز (بالبرتغالية: Sérgio Dias‏) هو عازف قيثارة ومغني برازيلي، ولد في 1 ديسمبر 1951 في ساو باولو في البرازيل.

## وصلات خارجية
- سيرجيو دياز على موقع ميوزك برينز (الإنجليزية)
- سيرجيو دياز على موقع ديسكوغز (الإنجليزية)